# Piero Crociani
Piero Crociani (Roma, 31 luglio 1938) è uno storico italiano.
Laureato in giurisprudenza a Roma nel 1961 con una tesi sull'obiezione di coscienza.
Professore a contratto per l'insegnamento di Storia delle Istituzioni Militari presso la Facoltà di Scienze Politiche dell'Università di Roma - La Sapienza nell'anno accademico 2009-2010.
Dal 2002 cultore della materia presso la Cattedra di Storia Militare e, dal 2008, presso la Cattedra di Storia Contemporanea (corso avanzato) della stessa facoltà.
Nominato membro della Consulta della Commissione Italiana di Storia Militare, con decreto del Ministro della Difesa, per il periodo 2004–2009. Membro del Comité International de Bibliographie Militaire del 1996 al 2005. Presidente dal 1994 al 2005 del Comitato di Roma dell'Istituto per la Storia del Risorgimento. Membro del Consiglio Direttivo della Società Italiana di Storia Militare, di cui è stato anche Segretario. 
È collaboratore degli Uffici Storici dello Stato Maggiore Difesa, dello Stato Maggiore Esercito e della Polizia di Stato.

## Opere
È autore, tra l'altro, delle seguenti pubblicazioni:
- L'Esercito Pontificio da Castelfidardo a Porta Pia (Milano, 1976);
- La cavalleria di linea di Murat (Roma, 1978);
- L'esercito napoletano 1806-1815 – Fanteria di linea (Milano, 1987);
- Gli Albanesi nelle Forze Armate Italiane 1939-1943 (Ufficio Storico – Stato Maggiore Esercito, Roma, 2002, tradotto in albanese nel 2005);
- Guida al Fondo Brigantaggio (Ufficio Storico – Stato Maggiore Esercito, Roma, 2004);
- L'Esercito a Milano nell'Ottocento (Ufficio Storico – Stato Maggiore Esercito, Roma, 2005);
- La Guardia Reale del Regno Italico (Modena, 2006);
- La Polizia dell'Africa Italiana (1937-1945) (Ufficio Storico della Polizia di Stato, Roma, 2009);
- I Garibaldini dell'Argonne (Rivista “Informazioni della Difesa” dello Stato Maggiore della Difesa, Roma, 2015).
È inoltre coautore di un volume sulle truppe libiche, di tre volumi sulla storia dell'esercito borbonico tra il 1789 ed il 1861 e, con il Professor Virgilio Ilari ed altri, di sei volumi, per complessivi tredici tomi sulla storia militare dell'Italia fra la seconda metà del Settecento e la Restaurazione, editi dall'Ufficio Storico dell'Esercito e, in minima parte, dalla Widerholdt Frères.
Per la casa editrice Osprey è stato autore, con Pier Paolo Battistelli, dei volumi “Italian Black shirts 1935-45” (2010), “Italian Army Elite Units & Special Forces 1940-43” (2011), “Italian Navy and Airforce Elite Units & Special Forces 1940-45” (2013), tradotti poi in italiano e “Italian soldier in North Africa 1940-43” (2013), mentre ne è in corso di stampa un altro dedicato alla guerra partigiana in Italia.
Ha curato un libro sul 39º Reggimento Esploratori Cecoslovacco nella Grande Guerra per l'Ufficio Storico dello Stato Maggiore dell'Esercito e gli Atti del XXXIX Congresso della Commissione Internazionale di Storia Militare per l'Ufficio Storico dello Stato Maggiore della Difesa.
È autore di trenta voci apparse dal 1999 ad oggi sul “Dizionario Biografico degli Italiani” dedicate in netta prevalenza a personaggi del mondo militare.
Ha inoltre pubblicato una ventina di saggi di storia militare apparsi in volumi collettanei o in occasione di congressi di studio in Italia, Polonia, Spagna, Russia e Austria.
Suoi articoli sono comparsi su pubblicazioni italiane (“Informazioni della Difesa”, “Rivista Militare”, “Rivista Marittima”, “Il Carabiniere”, “Polizia Moderna”, “Storia Militare”) e straniere (“Tradition”, “Tradition Magazine”, “La Revue Napoleon”, “Carnet de la Sabretâche”, “Soldats Napoleoniens” e “Figurina Helvetica”).